# Slidell
Slidell è una città degli Stati Uniti d'America, nella parrocchia di St. Tammany nello stato della Louisiana.